# A3-as autópálya (Ausztria)

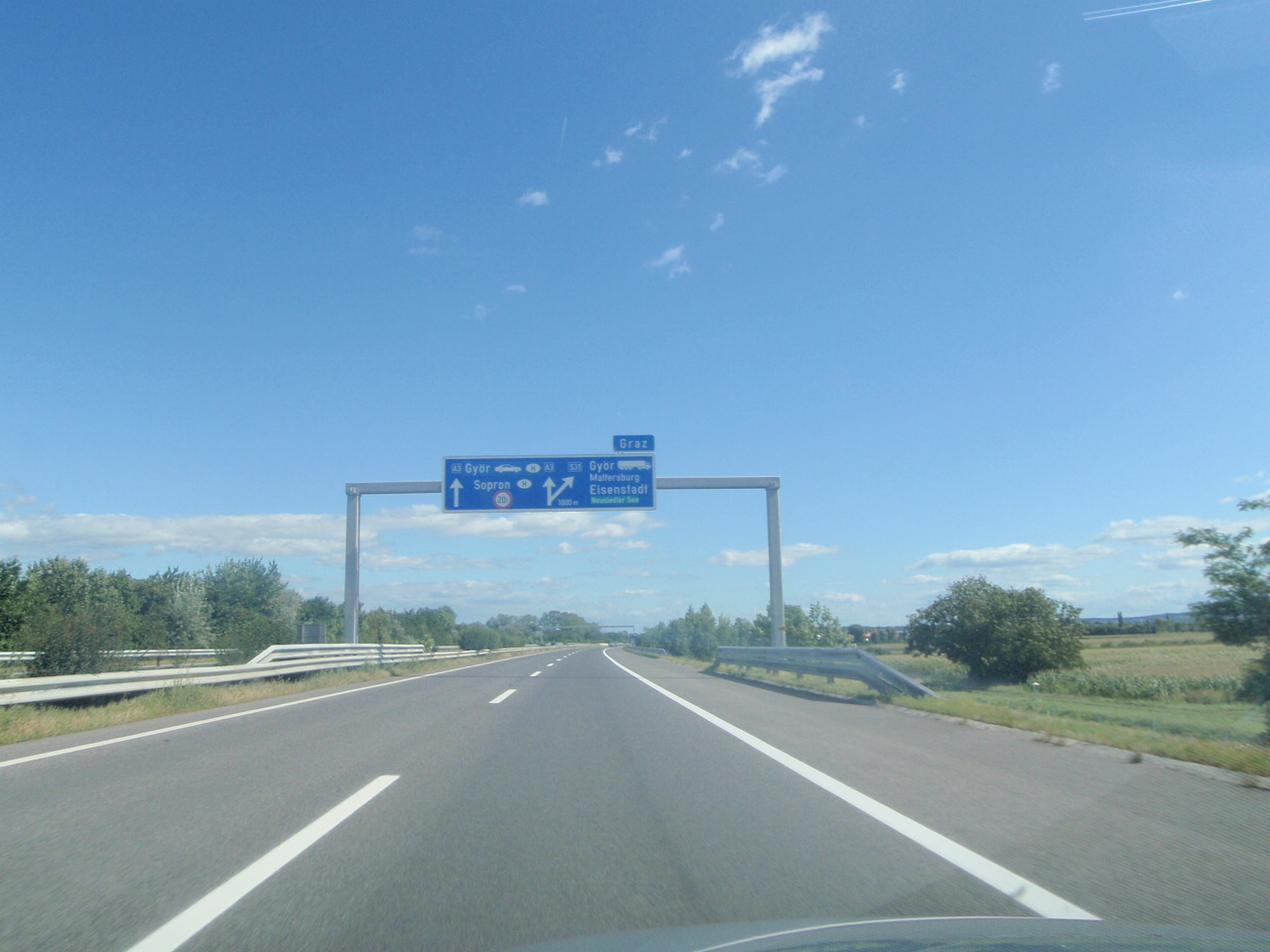
Az A3-as autópálya és S31 csomópontja Kismartonnál

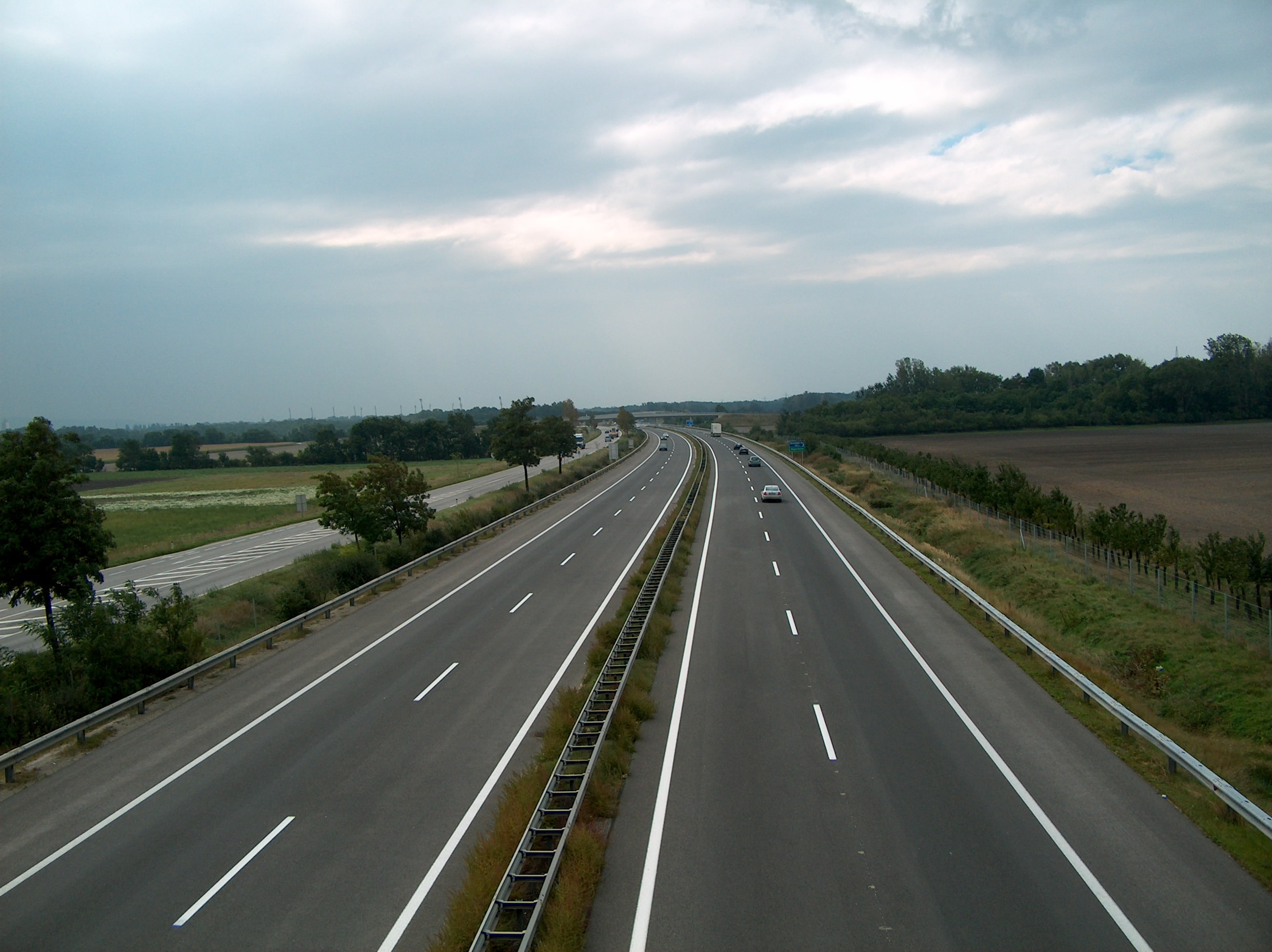
Az A3-as autópálya Guntramsdorf és Ebreichsdorf között

Az A3-as autópálya (németül Südost Autobahn) egy autópálya Ausztriában. Az A2-es autópályától indul, és egészen Kismartonig tart, ahol csatlakozik az S31-es gyorsforgalmi úthoz. Jelenleg 38 km hosszú. Tervben van a magyar határig történő meghosszabbítása, a magyar határt Kelénpataknál érné el.

## Története
Az A3-as autópálya nyomvonalát 1971-ben jelölték ki Bécs–Kismarton nyomvonalon. Az autópálya északi végcsomópontja az A23-as autópálya Bécs Simmering területén meg is valósult, azonban a csomópont sosem került megnyitásra a forgalom előtt, mivel a csatlakozó autópálya nyomvonal közben megváltozott. A kereszteződést ma mint „gesperrten Ausfahrt Simmering” nevesítik. Az autópálya kilométerszámozása azonban ezen csomóponthoz igazodik, ezért is 8,5 km-es eltérést mutat az Alsó-Ausztria és Burgenland határán lévő szelvényben.
A ’70-es években kijelölt nyomvonal Kismartonnál csatlakozott volna a Pándorfalutól Kismarton érintésével Bécsújhelyig tervezett S4-es autóútra. Az S4-es autóút ezen északi szakasza átszámozásra került és 1983-tól az S31-es autóútként üzemel.
Az 1971-es nyomvonal kijelölés érdekessége volt, hogy a Kismartontól Sopronig tartó szakaszt eredetileg S32-es autóútként jelölték ki, majd az autóút ötletét 1983-ban elvetették. Az A3-as autópályát csak a 2002-ben elfogadott 50. törvénycikkben jelölték ki, immár a teljes hosszában, autópályaként a magyar határig.
Építése délről észak felé haladva meglehetősen lassan zajlott. Az első pár kilométeres szakaszt 1974. július 17-én adták át. A következő szakaszokat 1977-ben, 1980-ban és 1986-ban avatták. Az Ebreichsdorf észak és Pottendorf közötti 8 km-es autópálya 1991. október 10-én nyílt meg az autóforgalom előtt, ezzel 17 év építést követően immár 24 km hosszú lett a pálya.
Az autópálya északi szakaszát később az A23-as autópálya helyett már csak az S1-es autóútig kívánták meghosszabbítani tehermentesítve az A2-es autópályát, azonban a környezetvédelem mellett kibontakozó tiltakozások miatt azt végül az A2-es autópályába kötötték be. A viták lezárultát követően az utolsó 5 km-es szakasz, Ebreichsdorf-Nord és Guntramsdorf / A2-es autópálya között, 1996. október 28-án készült el.
2011. július 27-én megnyitották az A3-asról az A2-es autópályára – Bécs felé haladó – második gyorsítósávot, amely a korábbi dugót okozó egy sávot váltotta fel.
2012 októberéig az A2-es autópályát folyamatos bővítés mellett Bécs és a A3 Guntramsdorf csomópont között irányonként négy forgalmi sávosra fejlesztették, hogy az A2-es és az A3-as autópálya megnövekedett forgalmát kiszolgálja.
2012-ben benzinkút nyílt az autópálya mentén Szarvkőnél. 2014 novemberében átadták a 4 millió euróból épült vadátjárót Szárazvámnál. Az átjáró része az Alpok és a Kárpátok között a vadállatok mozgását segítő nemzetközi koridorrnak. 2017-től Szárazvám és Nagyhöflány lakossága mozgalmat indított az autópálya zajártalmának csökkentése érdekében, amit a napi 50 000 jármű keltett. Kétévi egyeztetés után 2019. július 20-án bejelentették, hogy sikerült az 1,9 millió eurós beruházás finanszirozását az ASFiNAG, a tartomány és a két falu között megosztani. Az 1,5 km-es zajvédő fal kivitelezése zajlik és 2021 őszéig épül fel, és egyben az egyik lakossági feltétele volt az autópálya M85-ös autóútig való meghosszabbításának.

### Kismarton–országhatár szakasz
Az útvonalat 1971-ben Kismartontól Sopronig tartó S32-es autóútként jelölték ki. Az autópálya keleti folytatásában a távlati nyomvonal részeként felhasználható utak épültek 1995-ben Kelénpatak elkerülésével és Kismarton csomóponttól a B16-os főútra visszakötő irányonként egy forgalmi sávos szakasz 1999-es átadásval, amely egyben autóútként Vulkapodrány elkerülését is biztosítja.
A határig tartó 10 km-es szakasz forgalma a magyarországi rendszerváltást követően nőtt meg komolyabban. A magyarországihoz képest magasabb jövedelmet biztosító munkalehetőségek miatt Sopron irányából több tízezren a burgenlandi településekre járnak dolgozni. 2003-ban három nyomvonal változat készült a befejezéshez. 2008-ban az érintett települések közös tiltakozása miatt az útépítés nyomvonal kijelölése megakadt, majd 2009-ben az osztrák ASFiNAG a tervezés folytatását felfüggesztette. Az ASFiNAG 2016-ban bejelentette, hogy a magyar oldalon előkészített fejlesztésekkel együtt folytatja a tervezést, azonban érdemi lépés nem történt. A hiányzó szakasz kiépítését korábban a magyar oldalon lévő autópálya építés be nem látható távlata, ma pedig főként az érintett négy falu: Vulkapordány, Cinfalva, Zárány, Kelénpatak ellenállása akadályozza. A lehetséges nyomvonalak ellen a nem kívánt tranzit forgalom, a várható zajhatások és megnövekedő környezeti terhelések, jelenleg magyar oldalon fennálló súlykorlátozás feloldásának kedvezőtlen hatásai hangzanak el érvként. Az M85-ös autóút Fertőrákostól és az országhatárig tartó szakaszának és a 2020 és 2024 között épült Soproni alagút kivitelezése előtt ismét lendületet vettek a viták és a tervezések. A politikusok helyi népszavazáshoz kötik a sztráda nyomvonalának kijelölését, az ASFiNAG zajvédő alagutak és zajvédő falak építését a magas költségek miatt ellenzi és a zajvédő falak esetében a költségekhez ⅓–⅓ arányban kéri a tartomány és az önkormányzatok hozzájárulását. 2018 márciusában a legoptimálisabb nyomvonalként jelölt – és a részben építészetileg védett hajdani cukorgyáron átvezető – változatot kedvezőtlenül érintve bevásárlóközpontot építettek a cinfalvi körforgalomnál. Az útépítés kezdetének legelső dátumaként 2024-et jelölték meg, mivel környezeti hatásvizsgálat sem áll jelenleg rendelkezésre.

## Fordítás
- Ez a szócikk részben vagy egészben az Südost Autobahn című német Wikipédia-szócikk fordításán alapul.  Az eredeti cikk szerkesztőit annak laptörténete sorolja fel. Ez a jelzés csupán a megfogalmazás eredetét és a szerzői jogokat jelzi, nem szolgál a cikkben szereplő információk forrásmegjelöléseként.